# Barry Waddell
Barry Waddell (* 1. Januar 1937) ist ein ehemaliger australischer Radrennfahrer.
Barry Waddell war von 1963 bis 1970 Profi-Radrennfahrer und in dieser Zeit einer der erfolgreichsten Radsportler seines Landes, der allerdings selten international startete. 17-mal wurde er nationaler Meister, darunter 1964 und 1968 im Straßenrennen sowie 1967 in der Einerverfolgung auf der Bahn. Zwischen 1964 und 1968 gewann Waddell fünfmal in Folge die Herald Sun Tour, die in jenen Jahren über 1200 Kilometer in neun Etappen ging. 
1965 vollbrachte Waddell in wenigen Wochen große sportliche Leistungen: Zunächst gewann er das Rennen Melbourne-to-Lakes Entrance am Wochenende, dienstags brach er den Rekord von Hubert Opperman für die Strecke von Adelaide nach Melbourne (22 Stunden), fuhr am Samstag darauf Melbourne to Warrnambool Cycling Classic, startete bei einem dreitägigen Kirmesrennen in Port Pirie, um am Samstag danach bei der Herald Sun Tour zu starten. 
Waddell startete bei 27 Sechstagerennen, die meisten von ihnen auf heimischem Boden, von denen er fünf gewann.  
Zweimal – 1964 und 1966 – wurde Barry Waddell  mit der Sir Hubert Opperman Trophy als Australiens Radsportler des Jahres in Australien ausgezeichnet. 1975 errang er in Österreich den Masters-Weltmeistertitel im Straßenrennen. 
Nach Ende seiner aktiven Radsport-Laufbahn übernahm Waddell ein Fahrradgeschäft in seiner Heimatgemeinde Burwood, das er aus Altersgründen 2011 aufgab.